# Justin Lewis
Justin Keith Lewis (Baltimora, 12 aprile 2002) è un cestista statunitense.

## Carriera
Dopo aver trascorso due stagioni con i Marquette Golden Eagles, nel 2022 si dichiara disponibile per il Draft NBA, non venendo tuttavia scelto; il 7 luglio firma un contratto direttamente coi Chicago Bulls.